# Quebrada Pica
La quebrada Pica es un cauce natural seco que corre en la Región de Tarapacá, Chile, hasta desembocar en el océano Pacífico al norte de Punta Lobos.

## Historia
Luis Risopatrón lo describe en su Diccionario Jeográfico de Chile de 1924:: 663 
Pica (Quebrada de). 21° 00' 70° 10' No ofrece valle alguno, se abre entre cerros mui elevados i desemboca en la ribera del mar, a unos 3,5 kilómetros al N de la punta de Lobos; es la mas notable de esta parte de la costa. 1, IX, p. 21; i xi, p. 47; 15, 11, p. 61 (Woodes Rogers, 1710); 62, 11, p. 384; 77, p. 69; 87, p. 762; i 139, p. 20; i rio en 3, ív, p. 202 (Alcedo, 1788).